# Everything Changed...
Everything Changed... é o extended play (EP) da dupla pop americana Social House, lançado em 9 de agosto de 2019, pela School Boy Records e pela Republic Records.

## Recepção crítica
Nicole Almeida, da Atwood Magazine, deu ao EP uma análise positiva afirmando que "[o EP] é um corpo eclético e viciante que mostra a natureza diversa das influências da dupla", acrescentando "tudo [Social House], [es] fazer bem".

## Lista de faixas
Lista de faixas adaptada do Tidal.
| N.º            | Título                                 | Compositor(es)                                                                                           | Duração |  |
| 1.             | "At Least We Can Say That We Tried"    | Anton Göransson Charles Anderson Isabella Sjostrand Michael Foster Tommy Brown Göransson Anderson Foster | 2:36    |  |
| 2.             | "Haunt You"                            | Göransson Anderson Foster                                                                                | 3:18    |  |
| 3.             | "Why You Always Gotta Start Something" | Göransson Anderson Sjostrand Foster Brown Göransson Anderson Foster                                      | 3:45    |  |
| 4.             | "Love Me Back"                         | Göransson Anderson Sjostrand Foster Brown                                                                | 2:35    |  |
| 5.             | "Boyfriend" (com Ariana Grande)        | Ariana Grande Anderson Edgar Barrera Foster Steven Franks Brown                                          | 3:06    |  |
| 6.             | "Tropical Rain"                        | Göransson Anderson Sjostrand Foster Brown                                                                | 2:31    |  |
| Duração total: | Duração total:                         | Duração total:                                                                                           | 17:51   |  |

## Desempenho nas tabelas musicais
Posições
| Tabela musical (2019)       | Melhor posição |
| --------------------------- | -------------- |
| Canadian Albums (Billboard) | 33             |
| US Billboard 200            | 56             |